# Christen, ätzet diesen Tag

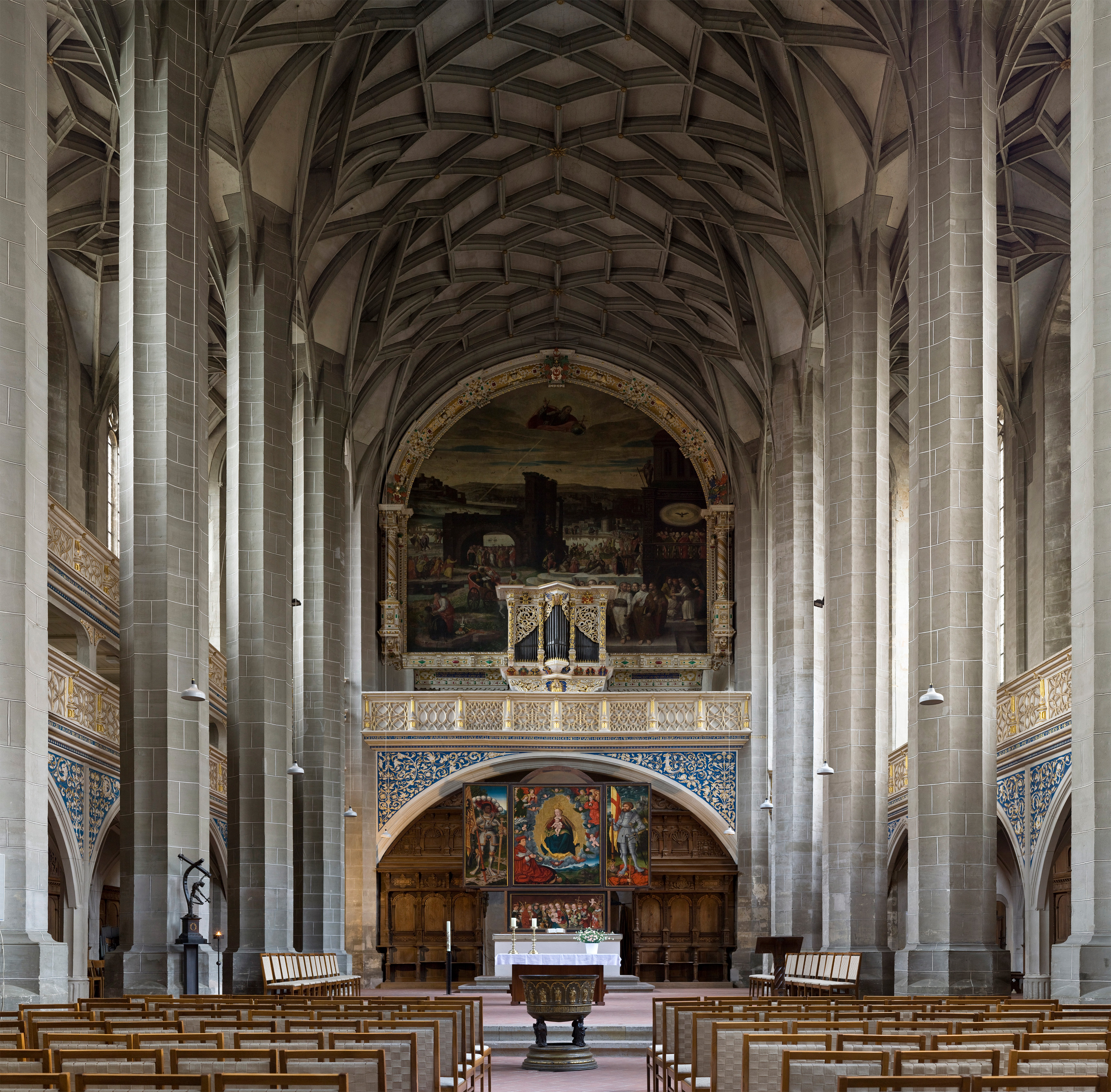
Liebfrauenkirche, Halle.

Christen, ätzet diesen Tag (Chrétiens, gravez ce jour) (BWV 63) est une cantate religieuse de Johann Sebastian Bach composée à Weimar en 1713 ou 1716. 

## Histoire et Livret
Cette cantate est la plus ancienne cantate de Noël de Bach, peut-être composée à Weimar dès 1713. Pour cette destination liturgique, cinq autres cantates ont franchi le seuil de la postérité : les BWV 91, 110, 197a, 248/1 et la 191. Le texte de la cantate, qui rappelle les théologiens de Halle, suggère que la composition est en relation avec la Liebfrauenkirche à Halle en 1713, lorsque Bach était organiste dans cette église, ou en 1716 quand il était impliqué dans la reconstruction de l'orgue. Le texte est peut-être de l'ancien « pasteur primarius » de l'église, Johann Michael Heineccius, qui écrivit également d'autres livrets pour les cantates de Bach écrites pour Halle et qui avait soutenu la candidature de Bach pour être organiste dans cette église comme successeur de Friedrich Wilhelm Zachow. 
Le musicologue Christoph Wolff déduit des « forces somptueuses » des quatre trompettes, des timbales et des trois hautbois en plus des cordes, instrumentation inédite dans les cantates de Bach, que l’œuvre ne fut pas écrite pour l'atmosphère intime de la Schlosskirche de Weimar. Il la date de 1714 ou 1715. Selon John Eliot Gardiner, la première exécution a pu avoir lieu à Weimar dans la Herderkirche, jouée par les musiciens de la chapelle ducale et ceux de la ville. Pour résumer, la cantate fut entendue la première fois soit à Halle le 25 décembre 1713, soit à la chapelle ducale de Weimar le 25 décembre 1714 ou bien à Halle le 31 octobre 1716.
Les lectures prescrites pour le jour de fête étaient issues de Tite, (2 :11–14) ou de Isaïe, « Un enfant nous est né », (9 :2–7), et de Luc 2,1-14, la nativité, l'annonce aux bergers et la chanson de l'ange. Le poète a écrit un texte centré en symétrie autour d'un récitatif encadré par deux duos, deux autres récitatifs et deux mouvements de chœur équivalents. L'absence de choral final qui termine la plupart des cantates de Bach a soulevé la question de savoir si l’œuvre était basée sur une cantate profane.
Selon Gardiner, la cantate fut de nouveau jouée pour célébrer le bicentenaire de la réforme protestante à Halle en 1717. Le musicologue Philipp Spitta suppose que la cantate fut écrite pour une première à Leipzig le 25 décembre 1723, parce que Bach la dirigea le premier jour de Noël durant sa première année en tant que cantor à l'Église Saint-Thomas de Leipzig, ne recourant à de nouvelles compositions cette année que les deuxième et troisième jours de Noël avec Darzu ist erschienen der Sohn Gottes (BWV 40), et Sehet, welch eine Liebe hat uns der Vater erzeiget (BWV 64). Julian Mincham suppose que Bach choisit cette cantate pour son premier Noël en tant que Thomaskantor parce qu'« une pièce inspirée qui commençait et se terminait avec d'impressionnants chœurs était exactement l’œuvre idéale pour l'occasion et que rien de nouveau n'aurait pu l'éclipser ». La cantate exigeait le plus grand nombre d’interprètes depuis que Bach avait commencé à occuper sa place un an et demi auparavant, nécessitant quatre trompettes, des timbales et trois hautbois en plus des habituels parties pour quatre voix et des cordes. Bach dirigea la cantate à Leipzig au moins une fois encore, le 25 décembre 1729,.

## Structure et instrumentation
La cantate est écrite pour quatre trompettes, timbale, trois hautbois, basson, deux violons, alto, orgue, basse continue, quatre voix solistes (soprano, alto, ténor, basse) et chœur à quatre voix. 
Il y a sept mouvements :
1. chœur : Christen, ätzet diesen Tag'
2. récitatif (alto) : O selger Tag! o ungemeines Heute
3. duo (soprano, basse) : Gott, du hast es wohl gefüget
4. récitatif (ténor) : So kehret sich nun heut
5. duo (alto, ténor) : Ruft und fleht den Himmel an
6. récitatif (basse) : Verdoppelt euch demnach
7. chœur : Höchster, schau' in Gnaden an

## Musique
La cantate est emprunte d'un caractère festif auquel manquent cependant certains caractères typiquement associés à la musique de Noël tels qu'une pastorale, une chanson de l'ange et une berceuse, et même un chant de Noël ou un choral. Comme l'écrit Gardiner : « La cantate ne contient aucun des thèmes habituels de la Nativité : pas de berceuse, de musique pour les bergers ou pour les anges, pas même les chorals de Noël traditionnels ». La symétrie du texte autour du deuxième récitatif secco « Nun kehret sich das bange Leid… in lauter Heil und Gnaden » se retrouve dans la musique. Le récitatif tend par moments vers l'arioso, ce qui est typique de la musique de Bach à cette époque. Les mouvements du choral se présentent sous la forme da capo mais avec des sections centrales en contraste distinct l'une de l'autre, ce qui rappelle le style des motets. Wolff décrit ces mouvements comme des « cadres semblables à des fanfares », une disposition en choral cantabile contrastant avec le jeu orchestral virtuose en « danse profane ».
Gardiner fait observer que le premier récitatif pour alto accompagné des cordes contient un « passage tortueux dans lequel la voix et le continuo luttent pour se libérer des chaînes d'esclave de Satan ». La cantate comporte deux duos, chose rare dans les cantates de Bach, vraisemblablement l'expression d'une joie commune qui s'exprime mieux dans un duo que par une seule voix. Le deuxième duo est un menuet illustrant les paroles « Kommt, ihr Christen, kommt zum Reihen » (venez, Chrétiens, venez dancer). Au lieu de l’habituel choral final, la cantate se clôt avec un chœur « conçu  à la plus grande échelle » et plein d'énergie. Les trompettes commencent en pompeuses fanfares, les voix chantent d'abord une fanfare, s'adressant « au plus haut », puis introduisent une fugue de permutation qui se développe plus tard par un doublement et une neutralisation instrumentales pour exprimer les remerciements des âmes pieuses,. La section centrale est une deuxième fugue au style similaire qui se termine avec « une grotesque trille collective » sur le mot « quälen » (tourment), considéré par Mincham comme « un passage d'une extraordinaire intensité. Le tempo ralentit, l'harmonie devient tragique et chromatique et le sentiment général reflète la plus profonde mélancolie à la pensée de l'étreinte de Satan. Alors un da capo de l'entière première section termine la cantate sur « les fioritures originales de célébration du thème complet de la ritournelle ».
Pour l'une des dernières exécutions, Bach changea la partie de hautbois obbligato dans le troisième mouvement pour un orgue, l'écrivant lui-même dans la partie pour l'orgue continuo.

## Source
- (de) Cet article est partiellement ou en totalité issu de l’article de Wikipédia en allemand intitulé « Christen, ätzet diesen Tag » (voir la liste des auteurs).